# 宇文慶
宇文 慶（うぶん けい、生没年不詳）は、北周から隋にかけての軍人。字は神慶。本貫は代郡武川鎮。

## 経歴
宇文顕和の子として生まれた。幼くして父が死去したため、兄の宇文神挙とともに従兄の宇文深に教育された。北周の初年に東観で学業を受け、経書や史書を渉猟したが、「書は自分の姓名を書ければ足りるもので、長いあいだ筆と硯に向き合うなど、腐儒の業である」と人に放言していた。ときに文州の民衆や少数民族たちが集まって反乱を起こしていたため、宇文慶は反乱鎮圧に応募して従軍した。反乱軍は険阻な峡谷に拠っており、向かう道は隔絶していたため、宇文慶は馬を繋いで進軍し、反乱軍を襲撃して破った。功績により都督に任じられた。
衛王宇文直が山南に駐屯すると、宇文慶は召し出されてその側近に仕えた。宇文慶は弓射を得意とし、胆気があり、猛獣と格闘することを好んだため、宇文直はその勇壮ぶりを讃えた。しばらくして宇文慶は車騎大将軍・儀同三司の位を受け、柱国府掾をつとめた。572年（建徳元年）、武帝と宇文直が宇文護の殺害を計画すると、宇文慶も計画に参加した。宇文慶は驃騎大将軍の号を受け、開府を加えられた。
575年（建徳4年）、武帝の親征に従って河陰を攻撃した。宇文慶は軍の先頭に立って城壁をよじ登り、北斉軍と白兵戦して善戦したが、石に当たって墜落し、ひとたび絶息した後に蘇生した。武帝はかれの武勇をねぎらった。576年（建徳5年）、宇文慶は武帝の晋州攻撃に従軍した。晋州陥落後に北斉の後主の率いる大軍がやってくると、宇文慶は宇文憲とともに軽騎で偵察した。このとき斉軍と遭遇し、捕捉されて追いつめられた。宇文憲は単身で逃亡したが、宇文慶は退いて汾橋に拠った。斉軍の大部隊が迫ってくると、宇文慶は弓を射ては当たる人馬を必ず倒したので、斉軍の追撃もゆるんだ。武帝の東征において宇文慶の功績は最上のものであった。武帝に功績を嘉されて、位は大将軍に進み、汝南郡公に封じられた。ほどなく行軍総管として延安県の胡族の反乱を討って平定し、延州総管に任じられた。まもなく寧州総管に転じた。宣帝のとき、趙王宇文招の娘の千金公主が突厥の他鉢可汗にとつぐこととなると、宇文慶は彼女を突厥の牙帳まで送った。
580年（大象2年）、楊堅が北周の丞相となると、宇文慶は行軍総管として南征した。白帝城まで進軍して召還され、功績により上大将軍の位に進んだ。宇文慶は楊堅と旧交があったため、親しく待遇され、督丞相軍事をつとめ、側近に仕えた。ほどなく柱国の位を加えられた。581年（開皇元年）、隋が建国されると、左武衛将軍の号を受け、位は上柱国に進んだ。585年（開皇5年）、涼州総管に任じられて出向した。1年あまりして召還されたが、職に任じられなかった。後に家で死去した。

## 子女
- 宇文静礼[4]（楊堅の娘の広平公主を妻とし、安徳県公・熊州刺史となった。宇文慶より先に死去した。）
  - 宇文協（宇文静礼の子。武賁郎将・右翊衛将軍を歴任し、宇文化及の乱のときに殺害された。）
  - 宇文皛（宇文協の弟。字は婆羅門。宇文三郎と号され、宮中での醜聞が知られた。宇文化及の乱のときに殺害された。）

## 伝記資料
- 『隋書』巻50 列伝第15
- 『北史』巻57 列伝第45